# San Gimignano
San Gimignano (AFI: /sanʤimiɲˈɲano/) è un comune italiano di 7 490 abitanti della provincia di Siena in Toscana.
Per la caratteristica architettura medievale del suo centro storico, è stato dichiarato patrimonio dell'umanità dall'UNESCO. Il sito di San Gimignano, nonostante alcuni ripristini otto-novecenteschi, è per lo più intatto nell'aspetto due-trecentesco ed è uno dei migliori esempi in Europa di organizzazione urbana dell'età comunale.
Concesso con Regio Decreto del 29 aprile 1936, San Gimignano si fregia del titolo di città.

## Geografia fisica

### Territorio
Il territorio comunale di San Gimignano si estende per 138 km² ed è posto su un'alta collina nella Val d'Elsa. Il dislivello altimetrico è compreso tra un minimo di 64 metri s.l.m. nella piana del fiume Elsa presso Certaldo a un massimo di 631 metri nella zona del Cornocchio; il capoluogo è posto a 324 m s.l.m.

### Clima
- Classificazione sismica: zona 2 (sismicità medio-alta), Ordinanza PCM 3274 del 20/03/2003
- Classificazione climatica: zona D, 2085 GR/G
- Diffusività atmosferica: alta, Ibimet CNR 2002

## Storia

### Le origini
San Gimignano sorge su un luogo abitato sicuramente dagli etruschi, almeno dal III secolo a.C. Il colle era stato scelto per questioni strategiche, essendo dominante (324 m s.l.m.) sull'alta Val d'Elsa.
Sulle pendici del Poggio del Comune (624 m s.l.m.) sono presenti i ruderi di Castelvecchio, un villaggio di epoca longobarda.
La prima menzione risale al 929.
Nel Medioevo la città si trovava su una delle direttrici della via Francigena, che Sigerico, arcivescovo di Canterbury, percorse tra il 990 e il 994 e che per lui rappresentò la 19ª tappa (Mansio) del suo itinerario di ritorno da Roma verso l'Inghilterra. Sigerico la nominò Sancte Gemiane, segnalando il borgo anche come punto di intersezione con la strada fra Pisa e Siena.
Secondo la tradizione il nome derivò dal santo vescovo di Modena, che avrebbe difeso il villaggio dall'occupazione di Attila.
La prima cinta muraria risale al 998 e comprendeva il poggio di Montestaffoli, dove già esisteva una rocca sede di mercato di proprietà del vescovo di Volterra, e il poggio della Torre con il castello vescovile.

### Il Duecento

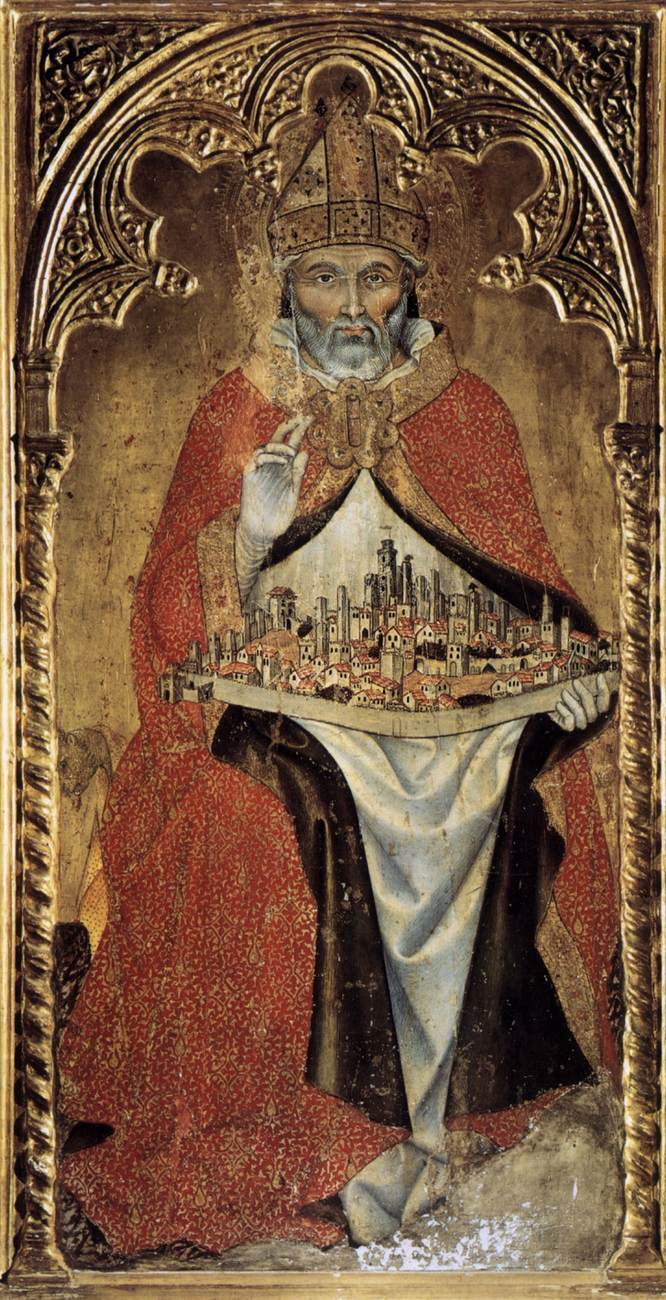
Taddeo di Bartolo, San Gimignano da Modena che tiene la città di San Gimignano, Museo civico (San Gimignano)

Verso il 1150, nonostante l'apertura di un nuovo tracciato della Francigena, San Gimignano continuò a essere un centro emergente, con una politica di espansione territoriale e una significativa crescita delle attività commerciali. Fu in questo periodo che si formarono due "borghi" al di fuori delle mura: quello di San Matteo, verso Pisa, e quello di San Giovanni, verso Siena, entrambi lungo una nuova "via maestra", che vennero inglobati nelle mura con il nuovo tracciato completato nel 1214.
Nel 1199, nel pieno del suo splendore economico, il paese guadagnò la propria indipendenza comunale rispetto ai vescovi di Volterra. Non mancarono le lotte intestine tra guelfi e ghibellini (rispettivamente capeggiati dagli irriducibili Ardinghelli e Salvucci), ma al XIII secolo, sotto i ghibellini, risale il periodo di maggior splendore economico, che si basava sul commercio dei pregiati prodotti agricoli locali, tra i quali il più ricercato era lo zafferano, venduto in Italia (Pisa, Lucca, Genova) e all'estero (Francia e Paesi Bassi, fino anche alla Siria e all'Egitto). Inoltre, al pari di altri centri toscani, si diffuse la speculazione finanziaria e l'usura. La solida economia permise la creazione di un ceto aristocratico urbano, che espresse la propria supremazia politica e sociale nella costruzione delle torri: nel Trecento si arrivò a contare 72 torri (oggi ne rimangono 14).
Gli ingenti capitali accumulati vennero investiti nel corso del XIII secolo in importanti opere pubbliche, che diedero alla cittadina l'articolazione degli spazi urbani visibile ancora oggi.
Nel 1251 le mura inglobarono Montestaffoli, ma pochi anni dopo, nel 1255, la città venne presa dai guelfi di Firenze che ordinarono la distruzione delle mura. Riacquistata l'indipendenza nel 1261 e tornata la supremazia ghibellina dopo la battaglia di Montaperti, i sangimignanesi ricostruirono le mura comprendendo anche il poggio della Torre. Da allora la conformazione cittadina venne suddivisa in quattro contrade, ciascuna corrispondente a una porta principale: quella di Piazza, di Castello, di San Matteo e di San Giovanni.
Gli ordini religiosi, appoggiati dal comune, si insediarono in città a partire dalla metà del Duecento: i francescani fuori porta San Giovanni (1247), gli agostiniani alla porta San Matteo (1280), i domenicani a Montestaffoli (1335) e le benedettine di San Girolamo presso la porta San Jacopo (1337).
Dall'8 maggio del 1300 il Comune ebbe l'onore di ospitare Dante Alighieri come ambasciatore della Lega Guelfa in Toscana.

### Il declino, l'epoca medicea e contemporanea

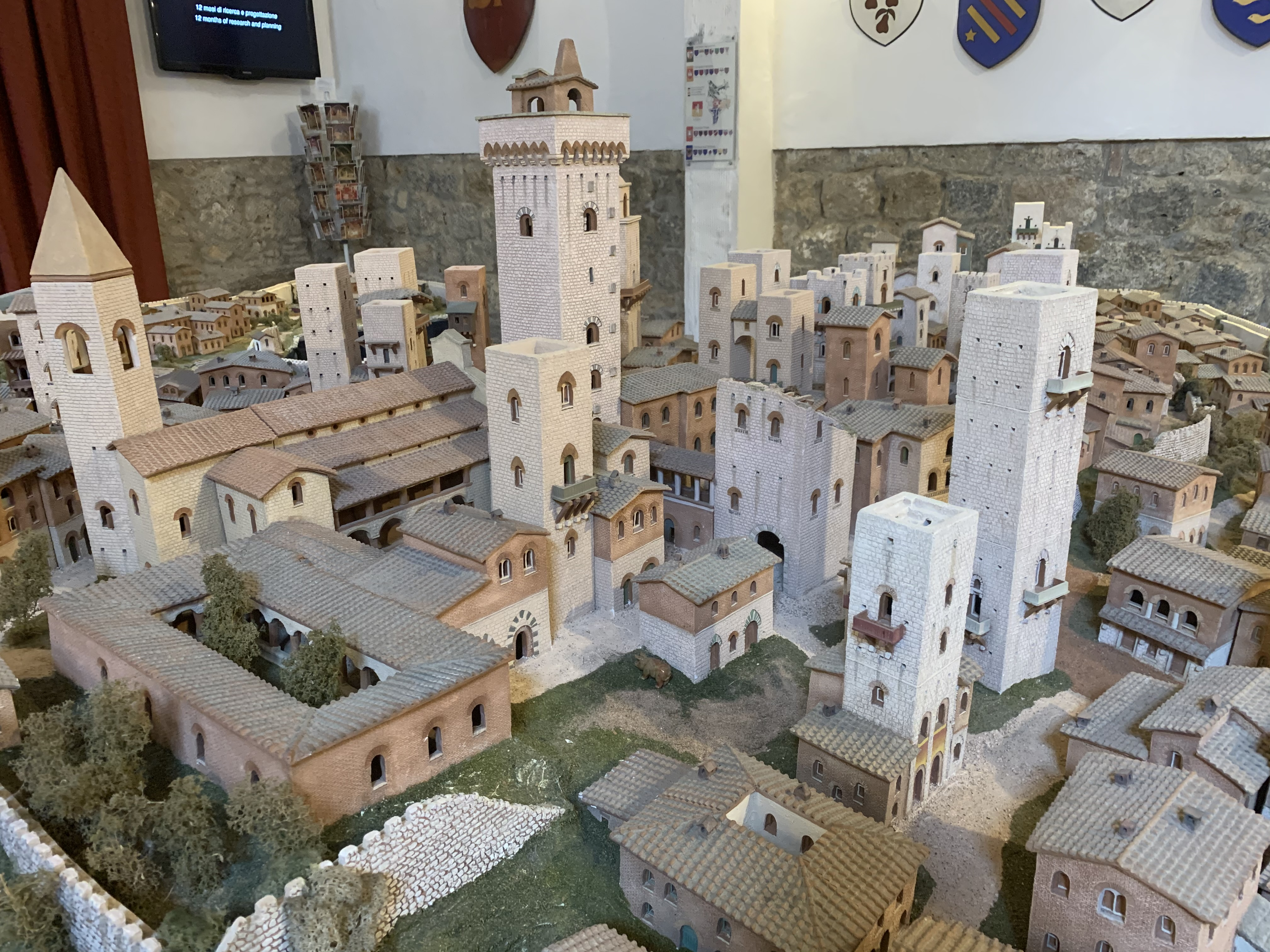
Plastico di San Gimignano

Il Trecento fu un secolo di crisi che non risparmiò San Gimignano: travagliata dalle lotte interne, essa fu pesantemente colpita dalla peste nera e dalla carestia del 1348, che decimò la popolazione. Nel 1351 la città stremata si consegnò spontaneamente a Firenze, rinunciando alla propria autonomia ed a un ruolo politico nello scacchiere toscano. Risale a quell'anno la Rocca di Montestaffoli, mentre nel 1358 vennero rinforzate le mura.
Nonostante il declino economico e politico, il XIV e XV secolo furono importanti dal punto di vista artistico, grazie alla presenza in città di numerosi maestri, senesi o più spesso fiorentini, chiamati soprattutto dagli ordini religiosi ad abbellire i propri possedimenti. Lavorarono a San Gimignano Memmo di Filippuccio, Lippo e Federico Memmi, Taddeo di Bartolo, Benozzo Gozzoli, Domenico Ghirlandaio, Sebastiano Mainardi (nativo di San Gimignano), Piero del Pollaiolo, ecc.
Il declino e la marginalità della città nei secoli successivi furono le condizioni che permisero la straordinaria cristallizzazione del suo aspetto medievale.
Segno di un'importanza rimasta fu la decisione di papa Pio II nel 1462 di concedere alla collegiata di San Gimignano una larga autonomia dal potere del vescovo di Volterra pur continuando a far parte formalmente della sua diocesi. Questa autonomia fu causa di contrasti tra i prevosti e i vescovi soprattutto dopo le riforme stabilite dal concilio di Trento.
Nella seconda metà del Settecento, fu proposto al Granduca di Toscana di trasferire il territorio della collegiata di San Gimignano dalla diocesi di Volterra alla diocesi di Colle, di erigerla in concattedrale e che i vescovi assumessero il doppio titolo di Colle e San Gimignano con residenza alternata ogni sei mesi. Questo avrebbe reso San Gimignano città a tutti gli effetti ma il progetto non fu attuato nella sua completezza. Il 18 settembre 1782, con la bolla Dum nos singulis, papa Pio VI trasferì dal territorio della diocesi di Volterra a quello di Colle la collegiata sangimignanese, con annesso territorio, per un totale di 29 parrocchie.
Al plebiscito del 1860 per l'annessione della Toscana alla Sardegna i "si" non ottennero, anche se per poco, la maggioranza degli aventi diritto (1122 su totale di 2275), sintomo dell'opposizione all'annessione.
Alla fine del XIX secolo si cominciò a riscoprire la particolarità e la bellezza della cittadina, che venne sottoposta integralmente a vincolo monumentale nel 1929. Nel 1990 è stata dichiarata dall'UNESCO patrimonio culturale dell'Umanità.
Durante la seconda guerra mondiale, il paese fu bombardato per dieci giorni dagli Americani; sulla Torre Grossa andò distrutta la campana (una nuova fu donata dopo la guerra dal popolo dell'Unione Sovietica); crollò una casa in piazza e un pezzo di cattedrale; i bombardamenti cominciarono di giovedì, giorno di mercato; questo causò qualche morto; una giovane madre fu colpita al piede da una scheggia, ed ebbe la gamba amputata. Dopo una decina di giorni che i sangimignanesi passarono nei rifugi, il prete riuscì a convincere gli americani che in paese c'erano non più di dieci tedeschi, e che potevano assaltare la città senza correre rischi.

### Simboli
Stemma
Gonfalone
Bandiera
Lo stemma e il gonfalone sono stati concessi con decreto del presidente della Repubblica dell'8 giugno 2007.

## Monumenti e luoghi d'interesse

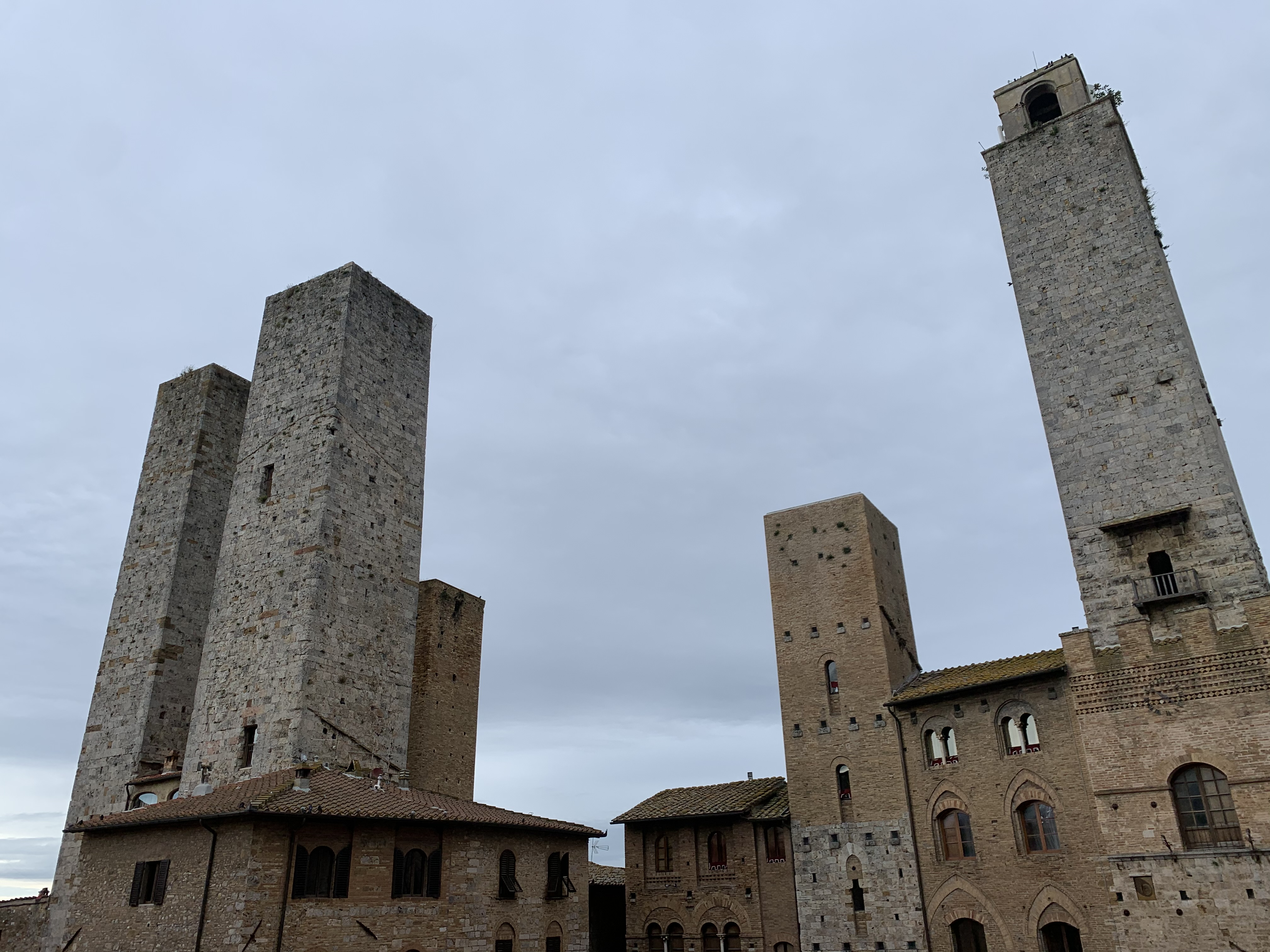
Torri di San Gimignano

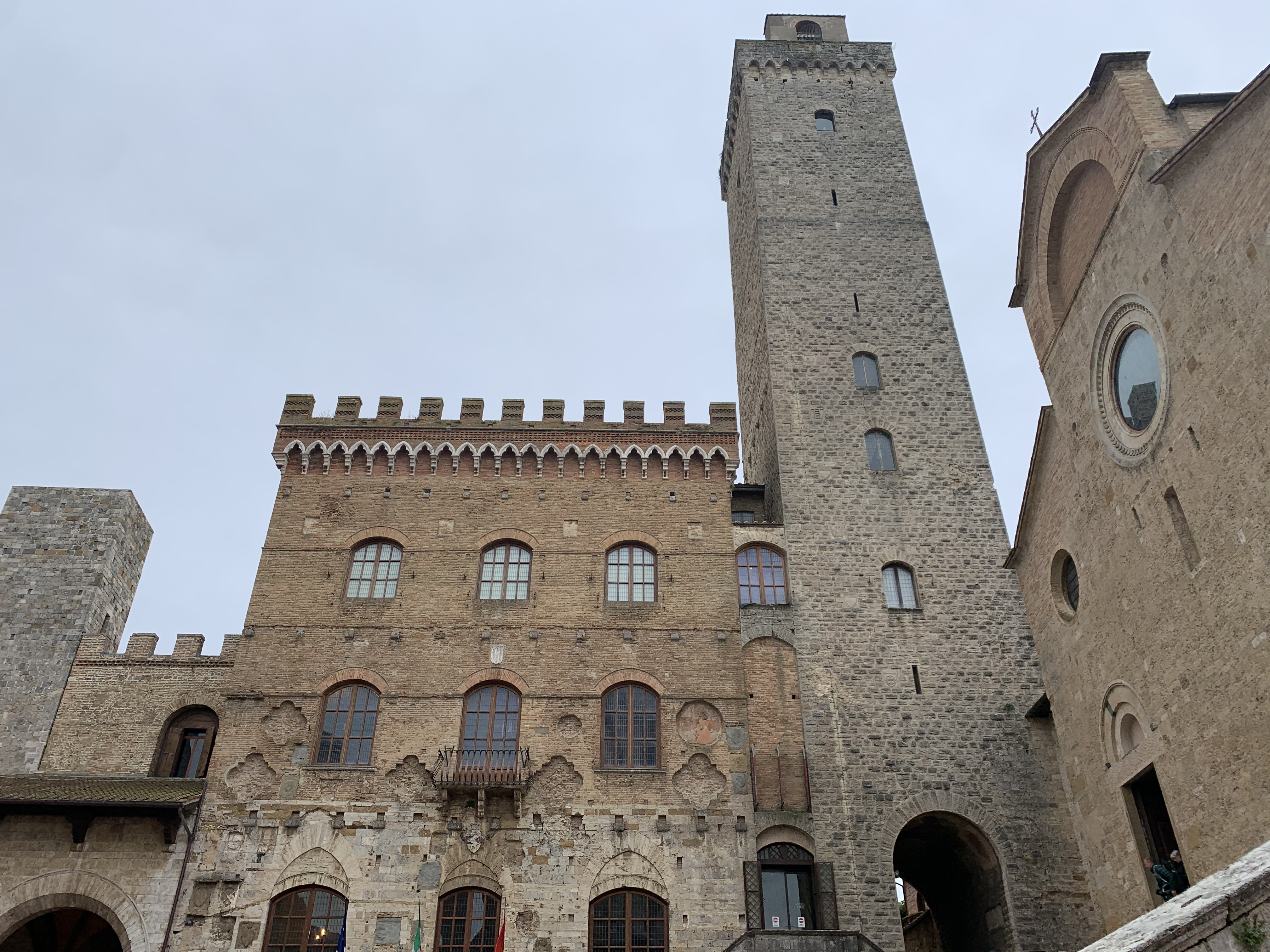
Torre Grossa a fianco alla Collegiata

### Le torri
San Gimignano è soprattutto famosa per le torri medievali che ancora svettano sul suo panorama, che le hanno valso il soprannome di Manhattan del medioevo. Delle 72 tra torri e case-torri, esistenti nel periodo d'oro del Comune, ne restavano venticinque nel 1580 ed oggi ne restano quattordici, con altre scapitozzate intravedibili nel tessuto urbano. La più antica è la torre Rognosa, che fu eretta all'inizio del XIII secolo. La più alta è la Torre del Podestà, detta anche Torre Grossa, di 54 metri. Un regolamento del 1255 vietò ai privati di erigere torri più alte della torre Rognosa (che all'epoca era la più alta), anche se le due famiglie più importanti, Ardinghelli e Salvucci, fecero costruire due torri poco più basse di quasi uguale grandezza, per dimostrare la propria potenza.
- Campanile della Collegiata di San Gimignano
- Torri degli Ardinghelli
- Torre dei Becci
- Torre Campatelli
- Torre Chigi
- Torre dei Cugnanesi
- Torre del Diavolo
- Torre Ficherelli o Ficarelli
- Torre Grossa
- Torre di Palazzo Pellari
- Casa-torre Pesciolini
- Torre Pettini
- Torre Rognosa
- Torri dei Salvucci

In alcuni testi il numero delle torri è ridotto da 16 a 14: in genere vengono tolte dal conteggio il campanile della Collegiata e la Casa-Torre Pesciolini che hanno caratteristiche diverse dalle altre.

### Architetture religiose

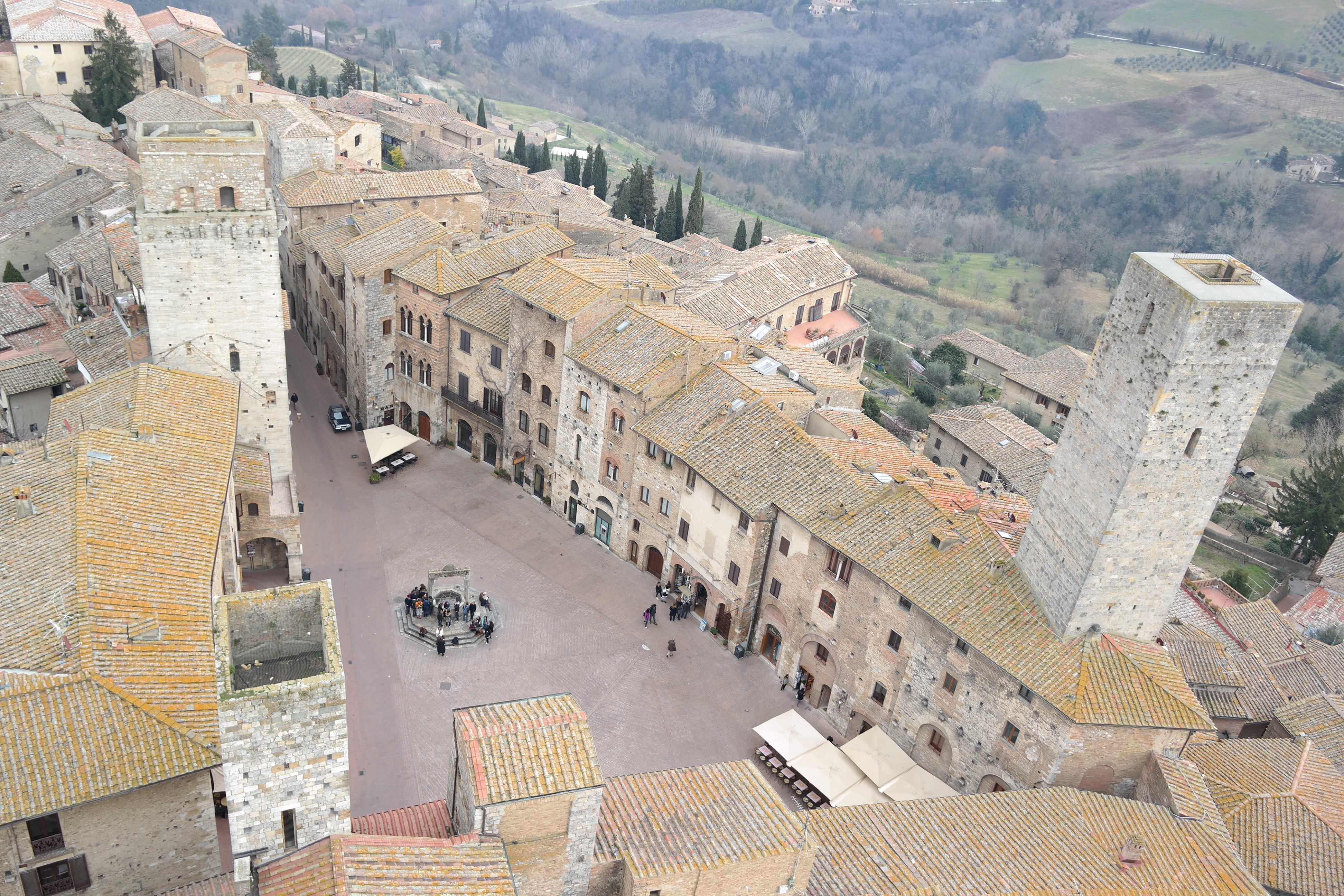
Piazza della Cisterna vista da Torre Grossa

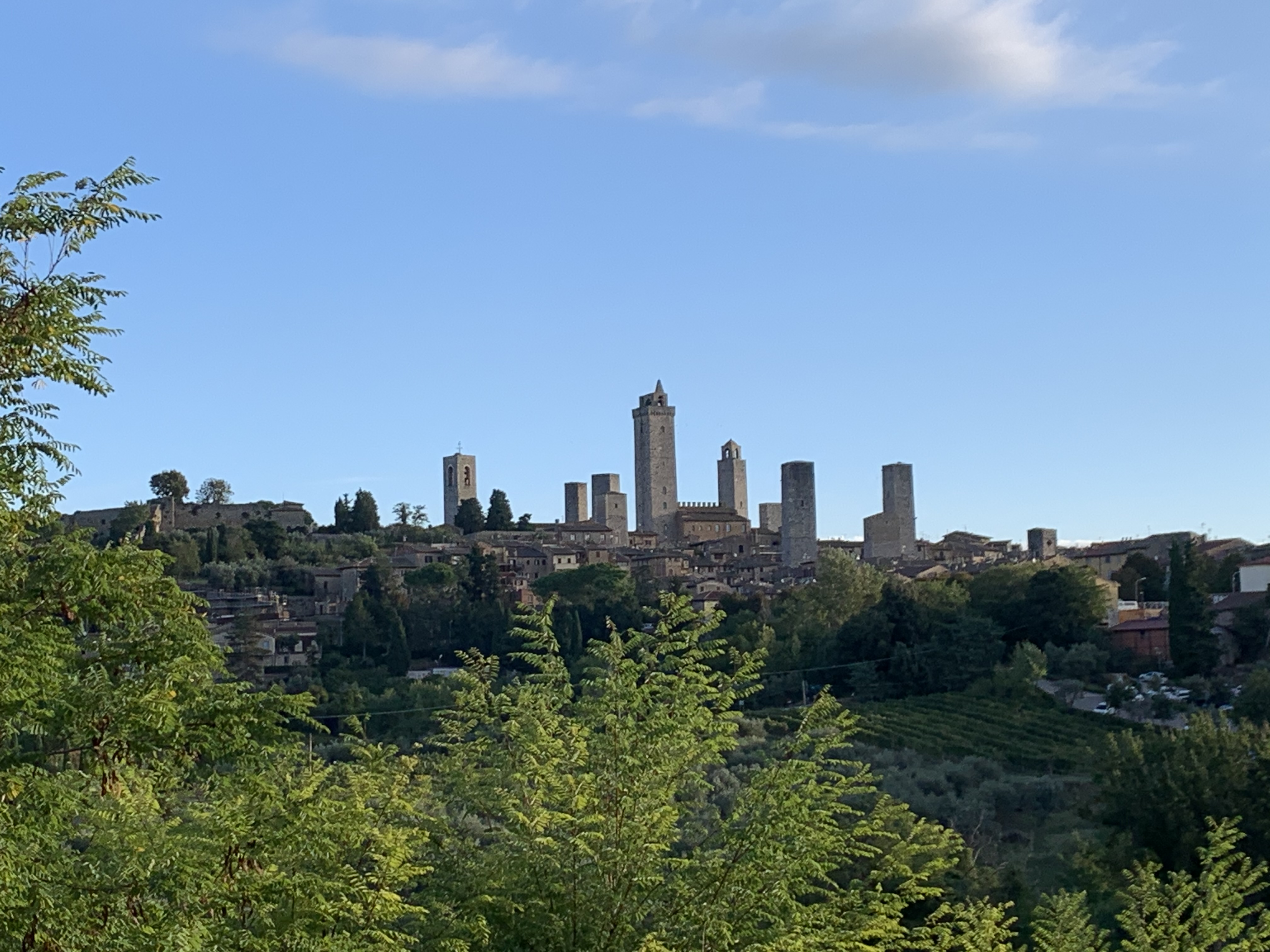
Vista sulle torri dalla campagna

- Chiesa Collegiata: detta anche comunemente il Duomo, terminata nel 1148 è considerata uno dei più prestigiosi esempi di romanico toscano. Costruita su tre navate, le pareti sono interamente affrescate. Tra le opere pregevoli ad affresco: San Sebastiano di Benozzo Gozzoli e le Storie di Santa Fina di Domenico Ghirlandaio nella Cappella di Santa Fina; tra quelli di scuola senese: Vecchio e Nuovo Testamento di Bartolo di Fredi e della bottega dei Memmi e Giudizio Universale di Taddeo di Bartolo. Notevoli le sculture di Giuliano e Benedetto da Maiano e l'Annunciazione lignea di Jacopo della Quercia.
- Chiesa di Sant'Agostino: anche questa chiesa contiene numerosi affreschi, in particolare la Cappella di Santo Bartolo di Benedetto da Maiano, le Storie della vita di sant'Agostino di Benozzo Gozzoli, e altri resti di affreschi, tavole e tele di autori diversi (Benozzo Gozzoli, Piero del Pollaiolo, Pier Francesco Fiorentino, Vincenzo Tamagni, Sebastiano Mainardi).
- Pieve di Santa Maria Assunta a Cellole
- Santuario di Maria Santissima Madre della Divina Provvidenza
- Chiesa del Quercecchio ed ex-Oratorio di San Francesco, ospita il Museo ornitologico
- Chiesa dell'ex Conservatorio di Santa Chiara
- Chiesa della Madonna dei Lumi
- Chiesa di San Bartolo
- Chiesa di San Francesco
- Chiesa di San Jacopo al Tempio
- Chiesa di San Lorenzo al Ponte
- Chiesa di San Pietro
- Chiesa di San Girolamo
- Convento di Monte Oliveto
- Loggia del Battistero (Oratorio di San Giovanni)
- Spedale di Santa Fina
- Abbazia del Santo Sepolcro e Santa Maria a Elmi
- Chiesa di San Michele Arcangelo a Casale

### Architetture civili
- Casa Salvestrini
- Fonti medioevali: percorrono la strada esterna di Porta delle Fonti, accesso della seconda cinta muraria di San Gimignano. La loro costruzione risale al XIV secolo, quando furono poste a coprire una fonte in pietra longobarda del IX secolo. queste in antichità erano le fonti pubbliche della zona, dove si raccoglieva l'acqua e si lavavano i panni.
- Loggia del Comune
- Palazzo comunale o Palazzo nuovo del Podestà: ospitava anticamente il podestà, attualmente ospita il museo civico e la pinacoteca, contenente capolavori di artisti quali Pinturicchio, Benozzo Gozzoli, Filippino Lippi, Domenico di Michelino, Pier Francesco Fiorentino, ecc. Inoltre, sempre all'interno del Palazzo Comunale, è possibile visitare la sala di Dante con la Maestà di Lippo Memmi ed accedere alla Torre Grossa, alta 54 m e risalente al 1311.
- Palazzo vecchio del Podestà: usato anticamente per le funzioni civili prima della costruzione del nuovo palazzo, venne in seguito trasformato in carcere e poi (nel Cinquecento) in teatro.
- Palazzo Baccinelli
- Palazzo Cortesi
- Palazzo Ficarelli
- Palazzo Franzesi Ceccarelli
- Palazzo Lucii
- Palazzo Mangani
- Palazzo Pratellesi: tra i più interessanti palazzi nobiliari della città, risale al Trecento e conserva all'interno un pregevole affresco cinquecentesco di Vincenzo Tamagni.
- San Gimignano, 2021Palazzo Razzi
- Palazzetto Talei Franzesi
- Palazzo Tamburini
- Palazzo Tinacci

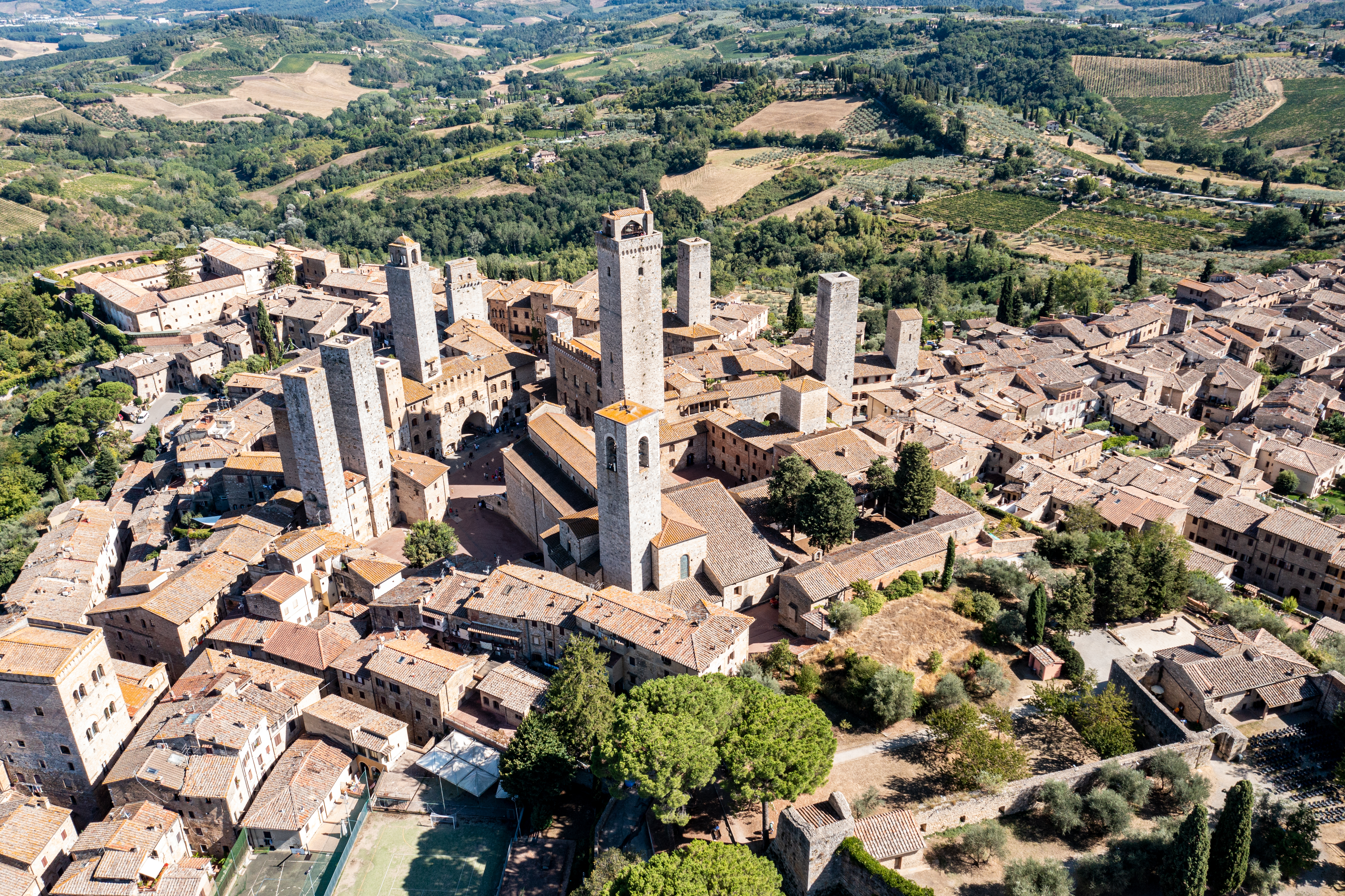
San Gimignano, 2021

- Palazzo Tortoli o Tortoli-Treccani
- Palazzo Useppi
- Palazzo Vichi
- Spezieria di Santa Fina, con materiale proveniente dalla Spezieria dello spedale di Santa Fina, che riproduce l'antica farmacia, con i contenitori di ceramica e vetro e i medicamenti
- Villa Cusona

### Architetture militari
- Mura di San Gimignano
- Porta San Giovanni
- Porta San Matteo
- Porta San Jacopo
- Porta delle Fonti
- Bastione San Francesco
- Rocca di Montestaffoli

### Aree naturali
- Riserva naturale Castelvecchio

### Aree archeologiche
- Necropoli di Cellole
- Castelvecchio

### Monumento ai caduti

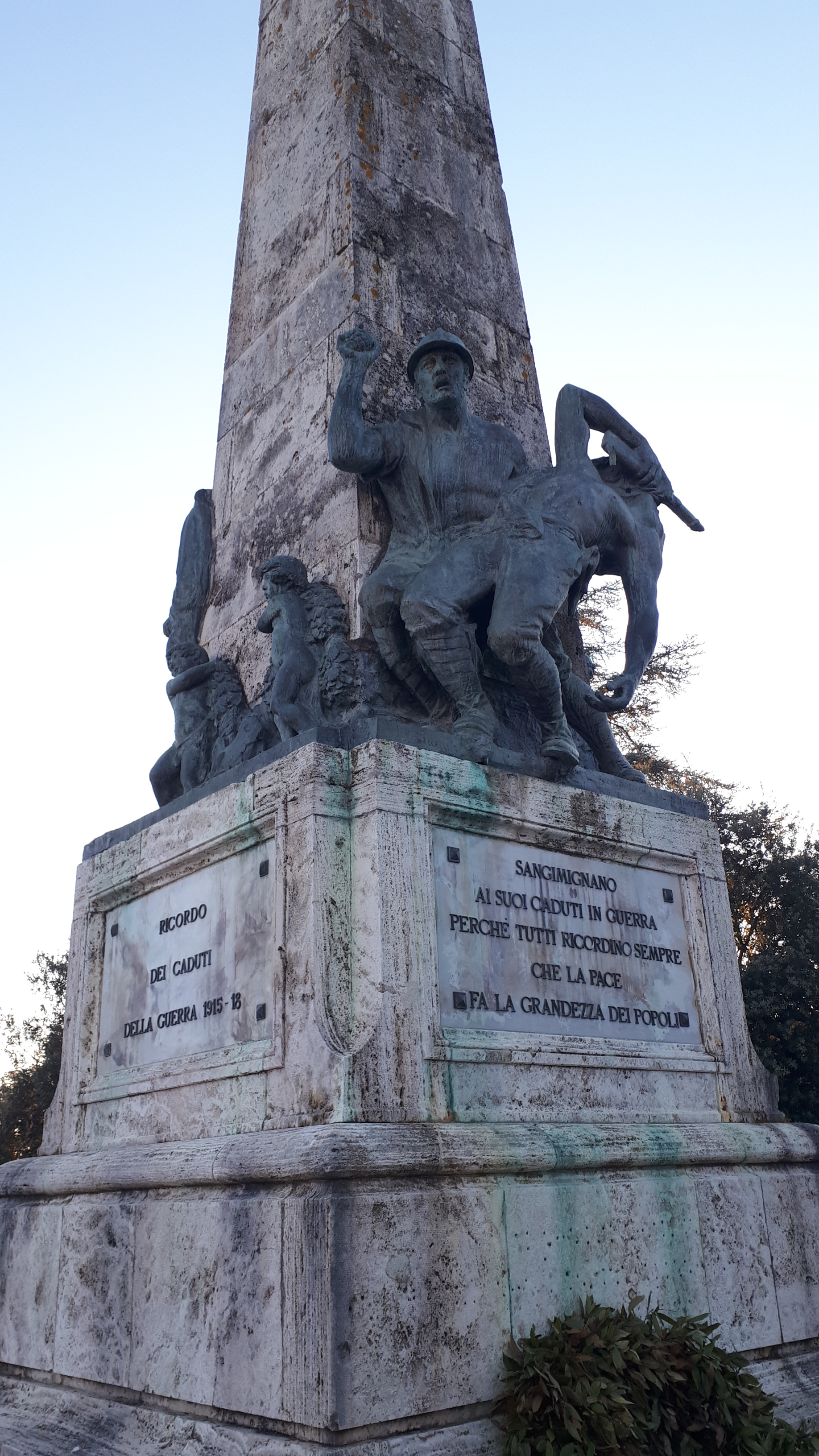
Monumento ai caduti

La stele è collocata nei giardini del piazzale Montemaggio, davanti alla porta San Giovanni.
Le lapidi poste ai quattro lati della stele riportano le seguenti iscrizioni.
- Lato Est - San Gimignano ai suoi caduti in guerra perché tutti ricordino sempre che la pace fa la grandezza dei popoli
- Lato Sud - Ricordo dei caduti della Guerra 1915-18
- Lato Ovest - Ricordo dei caduti nelle guerre 1935-43
- Lato Ovest - Ricordo ai caduti della resistenza 7-9-43–25-4-43
- ai caduti 2001

## Società

### Evoluzione demografica
Abitanti censiti

### Etnie e minoranze straniere
Secondo i dati ISTAT il 31º dicembre 2019 la popolazione straniera residente era di 692 persone, pari all'8,9% della popolazione. Le nazionalità maggiormente rappresentate in base alla loro percentuale sul totale della popolazione immigrata erano:
- Romania 187 (27,0%)
- Albania 103 (14,9%)
- Ucraina 41 (5,9%)
- Senegal 32 (4,6%)
- Kosovo 30 (4,3%)

### Lingue e dialetti
Il dialetto parlato a San Gimignano è un vernacolo “grigio”, di transizione, ossia l’alto valdelsano. È una variante comune a tutta la zona della Val d’Elsa (Colle di Val d’Elsa, Poggibonsi, Casole d’Elsa e Certaldo) ed è un misto tra il dialetto fiorentino e quello senese dovuto al susseguirsi dei domìni.

## Cultura

### Musei
- Museo Civico
- Museo Diocesano
- Spezieria di Santa Fina, Museo archeologico e Galleria d'arte moderna
- Museo ornitologico
- San Gimignano 1300: Riproduzione in scala della città medievale.
- Museo Peugeot: il primo al di fuori della Francia, dedicato alle vetture e alla storia del marchio, la Galerie Peugeot, dove si può ammirare anche la Tipo 3, la prima auto che circolò sulle strade italiane nel gennaio 1893.
- Museo della tortura: detto anche Museo criminale medioevale, conserva e mostra tutte le tecniche e gli strumenti della tortura medioevale, strumenti della pena di morte e documenti della Santa Inquisizione.
- Vernaccia di San Gimignano Wine Experience: è il centro comunale di documentazione e degustazione del vino Vernaccia DOCG, ospitato nella Villa della Rocca di Montestaffoli, è stato realizzato su progetto dell'architetto Duccio Santini.
- Torre e Casa Campatelli[18], Bene FAI[19]: un palazzo settecentesco che ingloba al suo interno una delle quattordici torri medioevali ancora in piedi a San Gimignano. Al primo piano del palazzo si visita la casa della famiglia Campatelli, riarredata con il mobilio originale, mentre al secondo piano, nelle soffitte e nella torre, si assiste ad una proiezione che ripercorre la storia di San Gimignano.

### Teatri
- Teatro dei Leggieri. Già nel '600 a San Gimignano erano attive due Accademie; quella degli Scolari e quella dei Comici Risvegliati. Queste Accademie organizzavano opere, commedie, concerti, feste e ricevimenti. Nel XVII secolo le due Accademie si fusero dando vita all'Accademia degli Aristocratici che ottenne la costruzione di un Teatro per la città. Nel 1793 un gruppo di accademici decise di creare una Società del Teatro, denominandosi Società del Leggieri. Il Teatro, ricavato all'interno dell'antico Palazzo del Podestà, si trova in piazza del Duomo nel cuore medievale di San Gimignano. Nel dopoguerra la Società dei Leggieri, impossibilitata a sostenere le spese di ripristino del teatro, danneggiato dagli eventi bellici, si sciolse e vendette la struttura che restò nelle mani di privati fino al 1982, quando il Comune poté rientrarne in possesso con la prospettiva di un completo recupero. Pochi anni dopo, nel 1988 si è costituita l'Accademia dei Leggieri. L'Accademia dei Leggieri, tuttora attiva, prende il nome dalla antica Società e svolge la sua attività artistica prevalentemente all'interno del Teatro cittadino, ispirandosi agli scopi che animarono l'antica Società dei Leggieri.

### Media

#### Videogiochi
San Gimignano è una delle ambientazioni del videogioco Assassin's Creed II (2009), in cui sono rappresentati e citati molti dei maggiori monumenti della città, in particolare la Torre Grossa, all'interno della quale si trova una delle cripte degli Assassini.

### Cucina
- Vernaccia di San Gimignano, vino bianco asciutto e armonico, si produce a San Gimignano da sempre ed era particolarmente apprezzato da Dante, Boccaccio, Ludovico il Moro e Lorenzo il Magnifico.
- Zafferano di San Gimignano
- Olio extravergine d'Oliva
- Prosciutto toscano
- Salame toscano
- Cinta senese

### Eventi
- "Festa di San Gimignano" patrono della città, (31 gennaio)
- "Festa di Santa Fina" patrona della città, (12 marzo)
- "Giornata del ritorno" con i sangimignanesi emigrati. (marzo)
- "Tradizionale processione della Santa Croce", con i confratelli della Misericordia (venerdì santo)
- "Gran Fondo Internazionale della Vernaccia", corsa ciclistica (maggio)
- "Ferie delle Messi", manifestazione storica di rievocazione medioevale (metà giugno)
- "Festa di ringraziamento dei Sangimignanesi alla patrona della città Santa Fina", celebrazione solenne nella Basilica di Santa Maria Assunta (prima domenica di agosto)
- "San Gimignano-Volterra", gara podistica (ottobre)
- "San Silvestro tra le Torri" festa di fine anno in piazza Duomo (31 dicembre)

## Geografia antropica

### Urbanistica
Il borgo è quasi interamente contenuto nelle mura duecentesche. Gli assi principali dell'insediamento sono due:
- uno est-ovest, più antico (X secolo), che collegava il poggio della Torre, dove si trovava un castello vescovile, e la collina di Montestaffoli, luogo di Mercato (oggi occupato dalla rocca).
- Uno nord-sud, più ampio, dalla Porta San Giovanni alla Porta San Matteo, sul quale passava la via Francigena.

Nell'intersezione delle due direttrici principali, nel punto altimetricamente più elevato, si trovano le piazze cittadine: piazza del Duomo e piazza della Cisterna. Piazza Pecori è un pittoresco slargo sul fianco della collegiata che assomiglia più a un cortile interno privato.
Affacciate sulle piazze e sulle vie principali si trovano le torri e case-torri dell'antica aristocrazia mercantile e finanziaria, architetture eccezionali per numero e per stato di conservazione.
Oggi tutti gli edifici appaiono attaccati l'uno all'altro ma osservando attentamente si può notare che in passato tra una casa e l'altra vi fosse uno spazio molto stretto (ora riempito con mattoni). Questi interstizi sono troppo stretti per permettere il passaggio di una persona (sono infatti larghi quanto un mattone), e venivano chiamati vicoli dei malvicini poiché erano dovuti agli attriti sociali tra compaesani e quando qualcuno non permetteva al futuro vicino di costruire l'abitazione a ridosso della propria si creavano inevitabilmente questi interstizi.
Il vantaggio di costruire a ridosso di un edificio esistente sta nel fatto che è sufficiente costruire solo tre pareti esterne, risparmiando così materiale e manodopera.
Il centro cittadino si articola sulle direttrici principali di via San Giovanni, via San Matteo, che convergono nelle due piazze attigue di piazza della Cisterna e piazza del Duomo. La zona nord è attraversata da via Folgore da San Gimignano ed ha come punto focale piazza Sant'Agostino.

### Frazioni
- Badia a Elmi (94 m s.l.m., 908 abitanti)
- Castel San Gimignano (377 m s.l.m., 165 abitanti)
- Pancole (272 m s.l.m., 115 abitanti)
- San Donato (357 m s.l.m., 22 abitanti)
- Santa Lucia (268 m s.l.m., 310 abitanti)
- Ulignano (168 m s.l.m., 506 abitanti)

Da ricordare anche le località minori di Casaglia, Casale, Castelvecchio, Montauto, Monteoliveto, Monti, Ranza e Strada.

## Economia
La risorsa principale della città è il turismo, favorito anche dalla conveniente dislocazione a metà strada tra Firenze e Siena. Esso alimenta numerose attività collaterali di artigianato e di servizio.
San Gimignano è una cittadina agricola famosa per la produzione vitivinicola della Vernaccia e la coltivazione dello zafferano. La Vernaccia di San Gimignano è uno dei vini bianchi più pregiati, viene prodotto in una ristretta zona della Toscana tra Siena, Pisa e Firenze coincidente con il territorio comunale di San Gimignano. Esso è conosciuto ed apprezzato in tutto il mondo ed è stato il primo vino italiano a ricevere il marchio di Denominazione di Origine Controllata (DOC) nel 1966.
Al momento nel comune risultano occupati complessivamente 3.924 individui, pari al 55% del numero complessivo degli abitanti.
San Gimignano fa parte di:
- Città dell'Olio
- Città del Vino

## Amministrazione
Di seguito è presentata una tabella relativa alle amministrazioni che si sono succedute in questo comune.
| Periodo         | Periodo        | Primo cittadino | Partito                                                        | Carica  | Note   |
| --------------- | -------------- | --------------- | -------------------------------------------------------------- | ------- | ------ |
| 20 ottobre 1987 | 7 giugno 1990  | Franco Nencioni | Partito Comunista Italiano                                     | Sindaco | [ 20 ] |
| 7 giugno 1990   | 24 aprile 1995 | Franco Nencioni | Partito Comunista Italiano, Partito Democratico della Sinistra | Sindaco | [ 20 ] |
| 24 aprile 1995  | 14 giugno 1999 | Franco Nencioni | lista civica                                                   | Sindaco | [ 20 ] |
| 14 giugno 1999  | 14 giugno 2004 | Marco Lisi      | centro-sinistra                                                | Sindaco | [ 20 ] |
| 14 giugno 2004  | 8 giugno 2009  | Marco Lisi      | centro-sinistra                                                | Sindaco | [ 20 ] |
| 8 giugno 2009   | 27 maggio 2014 | Giacomo Bassi   | centro-sinistra                                                | Sindaco | [ 20 ] |
| 27 maggio 2014  | 27 maggio 2019 | Giacomo Bassi   | Partito Democratico, Sinistra Ecologia Libertà                 | Sindaco | [ 20 ] |
| 27 maggio 2019  | in carica      | Andrea Marrucci | Partito Democratico, Laboratori d'idee                         | Sindaco | [ 20 ] |

### Gemellaggi
- Meersburg
- Český Krumlov

## Curiosità
Nel 1951, lo scultore Mathias Goeritz e l'architetto Luis Barragán, accompagnati dallo storico dell'arte Justino Fernández, Messicani, visitarono la città e presero ad esempio le sue torri, per la costruzione delle 5 Torres de Satélite, una nuova città ubicata nello Stato del Messico, all'epoca in via di realizzazione a circa 15 chilometri a nord di Città del Messico.